# Melanesia

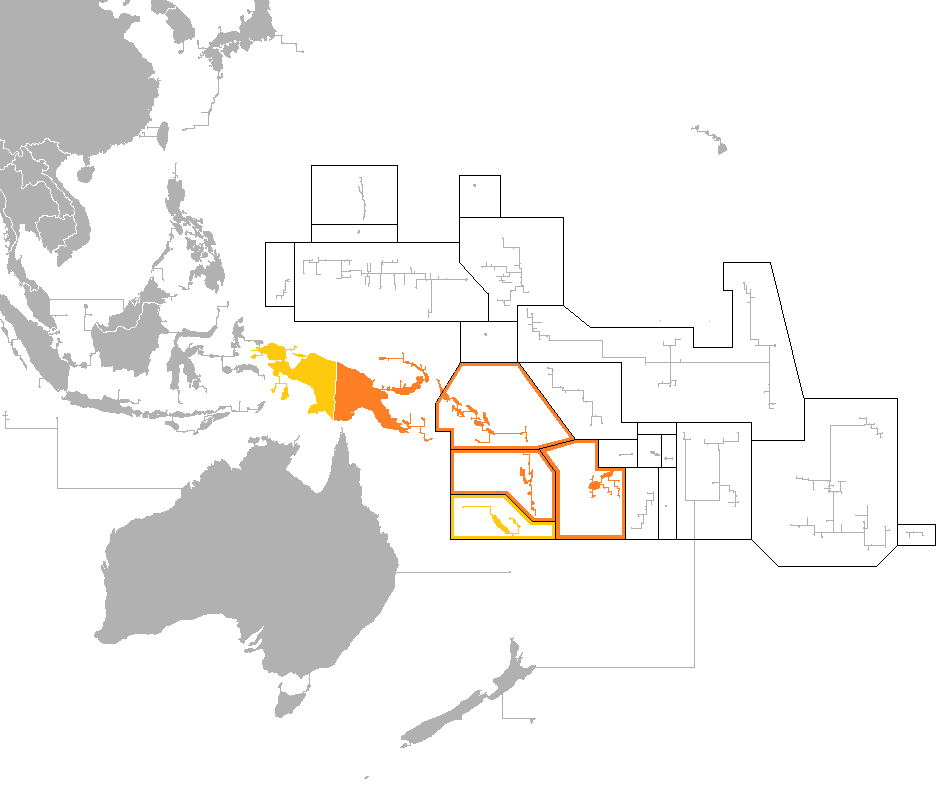
Países soberanos
Territorios dependientes

Melanesia es una de las veintidós subregiones geográficas en que la ONU divide el mundo con fines estadísticos, y una de las cuatro pertenecientes a Oceanía. Está compuesta por cinco países: Fiyi, Islas Salomón, Papúa Nueva Guinea y Vanuatu, la región de Nueva Guinea Occidental de Indonesia y un territorio que depende de Francia, Nueva Caledonia.
Fue definida, por primera vez, por el explorador francés Jules Dumont d'Urville en 1832. Se extiende desde el occidente del océano Pacífico al mar de Arafura y tiene al sur a Australia, su límite oeste es la línea de Weber (en Indonesia), al norte Micronesia y al este Polinesia. Este término fue propuesto para denominar a un grupo de islas que se consideraba étnica y geográficamente distintas de las de Polinesia y Micronesia.

## La Melanesia tradicional
Dumont d'Urville dividió Oceanía en cuatro regiones distintas:
- Malasia, un término bajo el que Dumont d'Urville reagrupaba las actuales Malasia, Filipinas, y la mayor parte de Indonesia.
- Melanesia, las islas negras, del griego melas, "negro", y nesos, "isla".
- Micronesia, las islas pequeñas, del griego micro, "pequeño", y nesos, "isla".
- Polinesia, las numerosas islas, del griego poli, "múltiple", y nesos, "isla".

Las naciones de Papúa Nueva Guinea, Salomón, Vanuatu y Nueva Caledonia utilizan el término melanesio para describirse a sí mismas, porque refleja su pasado colonial común y su situación regional presente. Las zonas citadas forman el núcleo de la Melanesia moderna. Sin embargo, algunas islas adyacentes en otros países se suelen considerar como parte periférica de Melanesia.

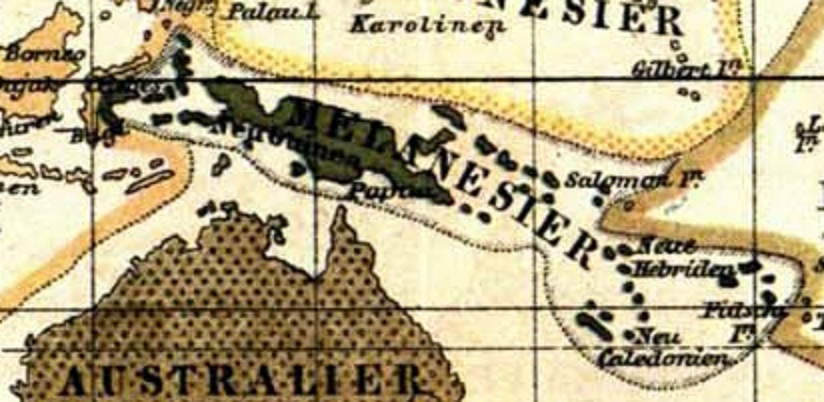
Mapa de Melanesia de 1885 (aprox.).

Las siguientes islas se consideran tradicionalmente parte de la región Melanesia:

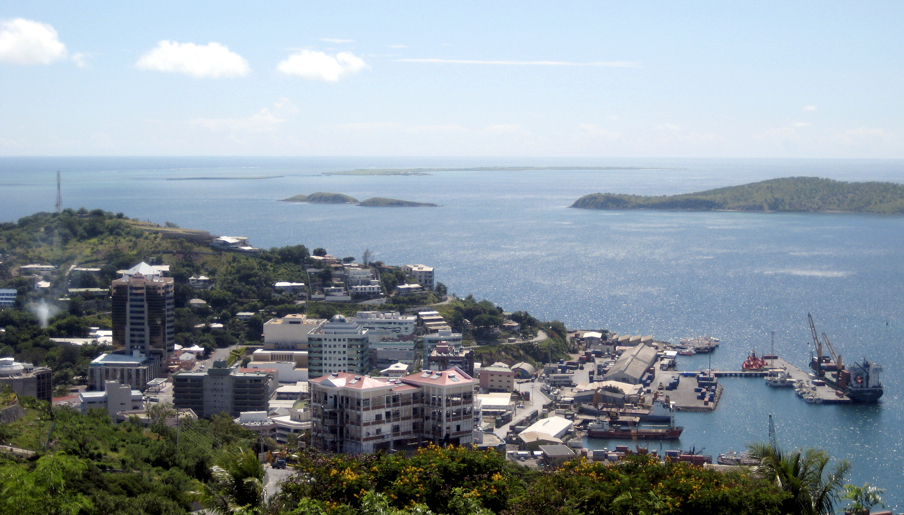
Vista del centro de Port Moresby, capital de Papúa Nueva Guinea.

- Islas de población étnica papúa:
  - Isla de Nueva Guinea, dividida en 2: al este el Estado Independiente de Papúa Nueva Guinea y al oeste Nueva Guinea Occidental (Provincias indonesias de Papúa y Papúa Occidental).
  - Isla Bougainville, pertenece a Papúa Nueva Guinea.
  - Islas del estrecho de Torres, pertenecen a Australia.
  - Las Islas Molucas pertenecientes a Indonesia (Provincias indonesias de Molucas y Molucas septentrionales).

- Islas de población étnica melanesia-oceánica:
  - Archipiélago Bismarck, pertenecientes a Papúa Nueva Guinea y donde la isla mayor es Nueva Bretaña.
  - Archipiélago de las islas Salomón, son parte de la Mancomunidad Británica de Naciones.
  - Islas Trobriand, de Papúa Nueva Guinea.
  - Islas Vanuatu, llamadas Nuevas Hébridas en la época colonial anglo-francesa.
  - Nueva Caledonia, con estatus particular dependiente de Francia.

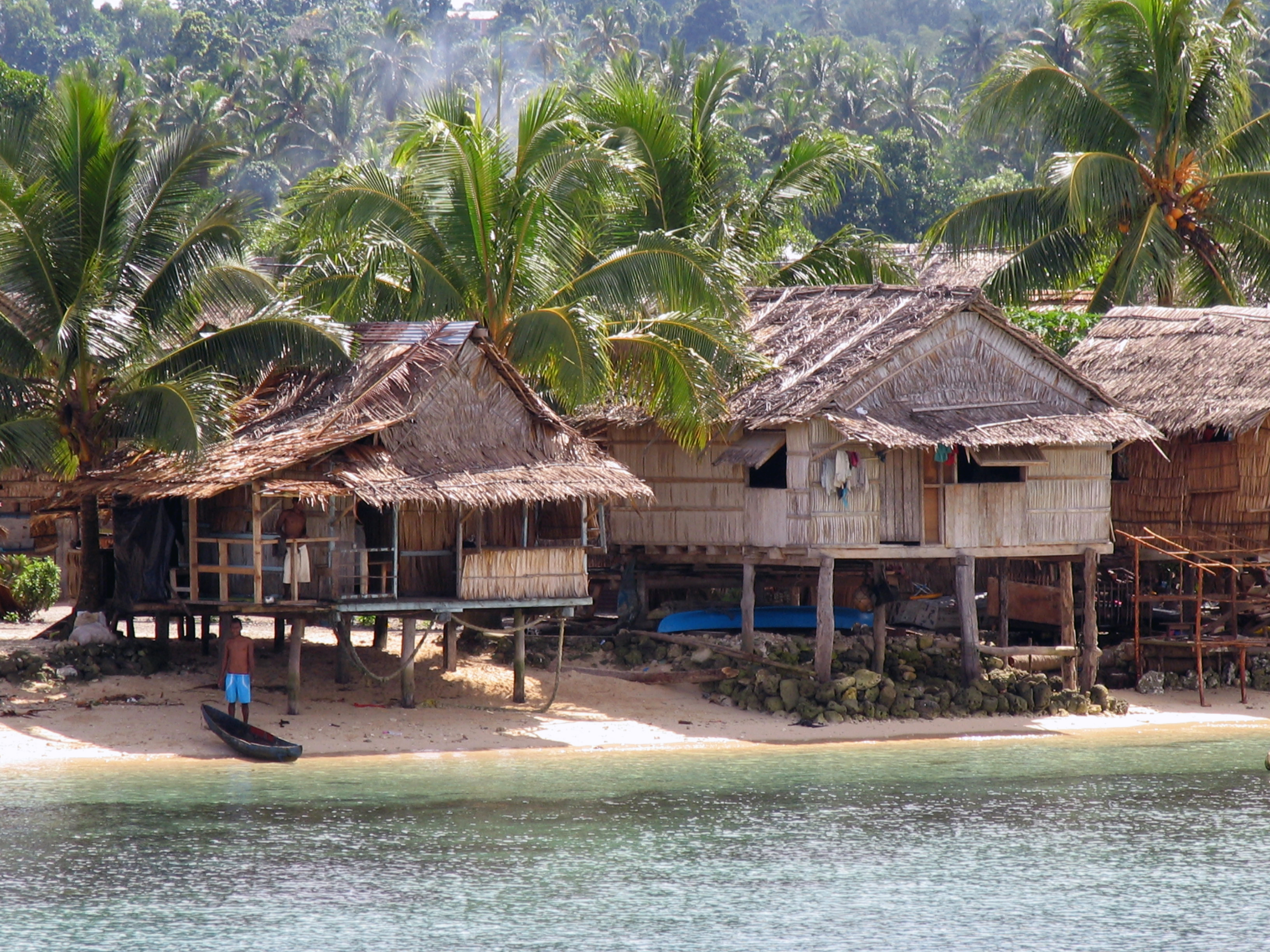
Aldea en las playas de la isla Malaita.

Otras islas cercanas a la región melanesia cuya población tiene ancestros diversos son:
- Fiyi (relacionados con los polinesios), generalmente considerados parte de Melanesia.
- Isla de Flores (Indonesia)
- Nauru, república micronesia.
- Sumba (malayos y melanesios), isla indonesia.
- Tonga (polinesios), reino de islas al este de Fiyi.
- Isla Norfolk (polinesios), pertenece a Australia.

## Melanesia entre Oceanía Lejana y Oceanía Cercana
Esta subdivisión tradicional es hoy en día objeto de controversia por carecer de base geográfica, histórica, etnológica y lingüística. Aunque las poblaciones autóctonas la utilicen para redefinir su identidad después del declive colonial, los expertos prefieren hoy en día adoptar los conceptos de Oceanía Cercana y Oceanía Lejana, empleados en las últimas investigaciones antropológicas, arqueológicas, biológicas y lingüísticas realizadas durante el último tercio del siglo XX.
Según esta nueva clasificación, la mayor parte de la Melanesia está incluida en la Oceanía Cercana, mientras que las islas situadas al sureste de las islas Salomón, como las Vanuatu y las Fiyi, forman parte de la Oceanía Lejana.

## Características étnicas y lingüísticas

Hombre haciendo fuego en Vanuatu.

Muchos consideran actualmente que su clasificación étnica es inadecuada, por la diversidad cultural y lingüística de Melanesia. A diferencia de Polinesia, los pueblos de Melanesia (al igual que los de Micronesia) no muestran un pasado histórico-cultural homógeneo. Los estudios sobre sus lenguas, sus variaciones biológicas humanas y sus culturas desafían cualquier intento de categorización, y demuestran una diversidad y una heterogeneidad que no se encuentran en ninguna otra parte del mundo de un tamaño similar. Esta región engloba a dos grupos lingüísticamente distintos, los hablantes de lenguas papúes y los de lenguas oceánicas melanesias; estas últimas relacionadas con las lenguas micronesias y polinesias (familia austronesia); por su parte, las lenguas habladas por los indígenas australianos de las islas del estrecho de Torres, situadas al norte del estado de Queensland, están relacionadas genéticamente con las lenguas papúes.
Melanesia es una muestra de multilingüismo extremo, con lenguas habladas por grupos étnicos a veces muy reducidos: la isla de Nueva Guinea sola agrupa alrededor de 750 lenguas papúes, y las demás lenguas austronesias se reparten en multitud de islas. Esta diversidad lingüística ha dado lugar a la aparición de muchos pidgins en las zonas urbanas donde era necesario tener una lengua de comunicación común. Derivan en su mayoría del Kanaka Pidgin English hablado en el estado australiano de Queensland, en cuyas plantaciones trabajaban los isleños de Vanuatu, las islas Salomón y en menor medida de Nueva Guinea en el siglo XIX y principios del XX. El multilingüismo de las ciudades y el alto porcentaje de matrimonios entre personas de grupos étnicos distintos han permitido que estos pidgins se estabilizaran y que algunos pasaran recientemente a ser reconocidos como lenguas criollas. En Vanuatu, el bislama tiene estatus de lengua oficial junto con el inglés y el francés. En Papúa Nueva-Guinea, el tok pisin es lengua oficial junto con el inglés y otro pidgin, el hiri motu. En las islas Salomón, el pidgin es la lingua franca del país pero no tiene ningún estatus oficial. Estas lenguas son mutuamente inteligibles a pesar de las diferencias lexicales y sintácticas.

## Consideraciones étnicas

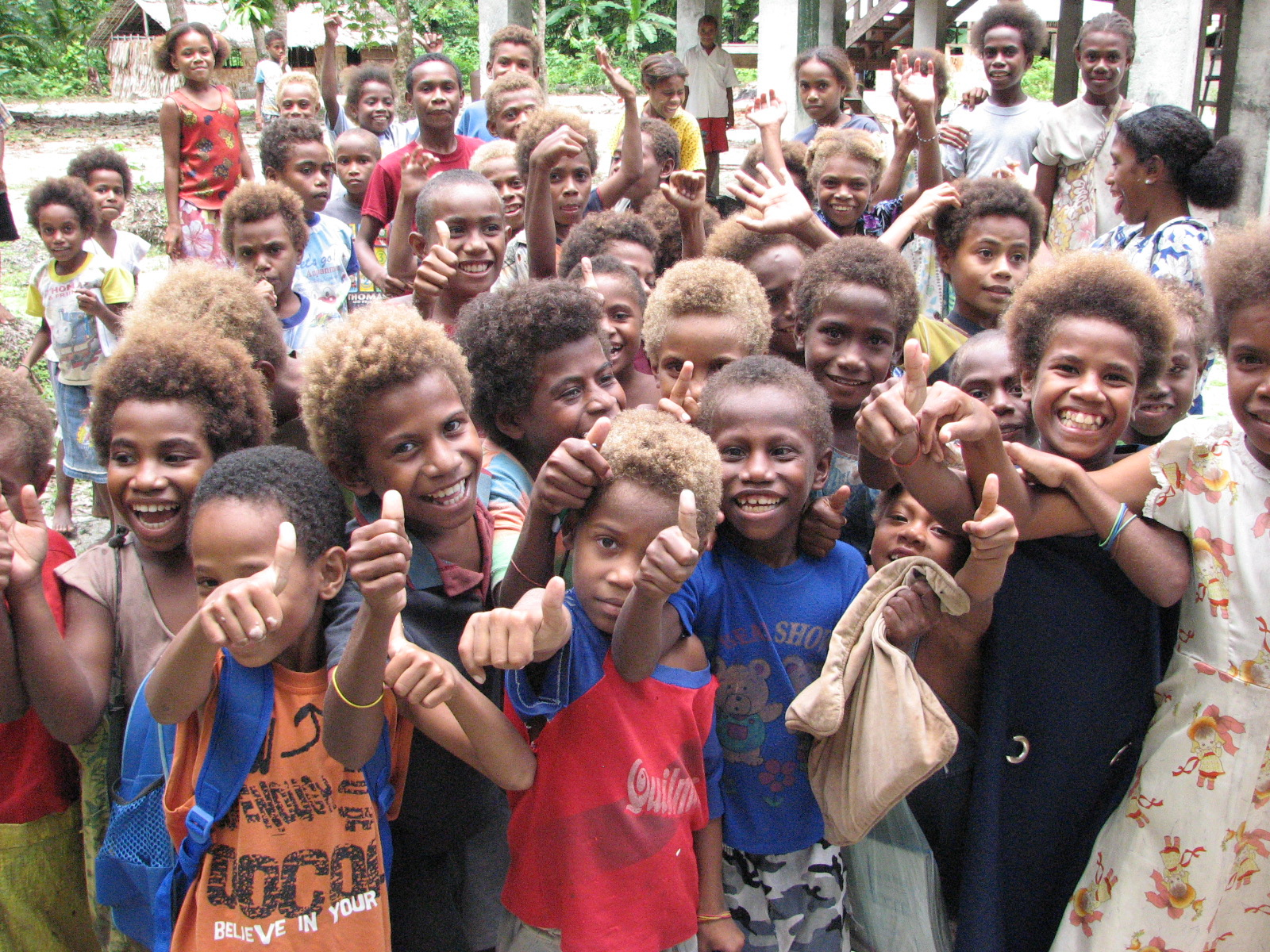
Niños de las Islas Salomón.

Los nativos son de piel oscura; el pelo de los papúes es casi negro, generalmente ensortijado, pero los melanesios oceánicos, que también son de piel oscura, tienen el cabello en diversos tonos que van del negro al rubio brillante o intensamente dorado, lo cual se debe a una variante genética propia de la región ligada al cromosoma 9, sin ninguna relación con cabello rubio europeo. Aunque estas consideraciones raciales basadas en la mera observación de los rasgos físicos hayan predominado en el siglo XIX y en la primera parte del siglo XX, son consideradas hoy en día como obsoletas, dado el alto grado de mestizaje y de diversidad lingüística. Con todo, investigadores de la Universidad de Washington (EE. UU.) y del Instituto Max Planck de Antropología Evolutiva en Leipzig, Alemania, han descubierto una importante cantidad de ADN del hombre de Denisova en sus genes. En concreto, del 2% al 4% del genoma de estos nativos es denisovano.

## La agricultura y la caza
La técnica agrícola básica consiste en escoger un trozo de terreno en el bosque, desbrozarlo con el  hacha y el fuego y cultivarlo hasta que la parcela se agota, momento en que se desbroza un nuevo terreno de bosque. Las parcelas de cultivo de los melanesios están diseminadas por el bosque circundante, y se extienden desde la misma costa hasta considerables distancias en las alturas de la zona montañosa inmediata. De esta manera, pueden distinguirse cuatro niveles de cultivo: el cinturón arenoso que se eleva progresivamente desde la misma playa, donde crecen los cocoteros; las tierras llanas, de rico y fértil suelo negro donde se plantan ñames y los frutales; las laderas suaves de la montaña y finalmente, los niveles más elevados, donde se cultivan las ñames más duros y el taro.
A su vez, si nos enfocamos en la caza, los cerdos no constituyen la única fuente de carne en Mellanesia. Los hombres dedican parte de su tiempo a la caza, para procurarse ese suplemento. Se cazan cerdos salvajes, ratas, murciélagos y gran cantidad de aves, que son los animales más abundantes. El arma de caza más habitual es el arco de bambú o de madera, que precisa de flechas de varios tipos, con cabeza de bambú en forma de árbol. Para la caza de los mayores animales se utiliza la lanza. También se usan las redes o las trampas, armadas a veces de espigones de bambú, cubiertas de ramas y hojas.

## Grupo melanesio Punta de Lanza
Un grupo representativo de la región es el Grupo melanesio Punta de Lanza (Melanesian Spearhead Group, MSG), el cual es un acuerdo comercial y cultural concebido en 1986 por tres países melanesios:  Papúa Nueva Guinea, Vanuatu y las Islas Salomón. Posteriormente se unió Fiyi y un grupo independentista de Nueva Caledonia (dependencia francesa), además de existir una relación con activistas pro República de Papúa Occidental (territorio indonesio).